# Balkovci
Balkovci este o localitate din comuna Črnomelj, Slovenia, cu o populație de 56 de locuitori.